# Синицын, Николай Фомич
Николай Фомич Сини́цын (5 декабря 1946, Кашира, Московская область) — председатель Дорпрофжела на Московской железной дороге (с 10 декабря 2010 по 4 августа 2020 года). Это самый крупный профсоюз в России, насчитывающий 151 тысячу членов.

## Биография

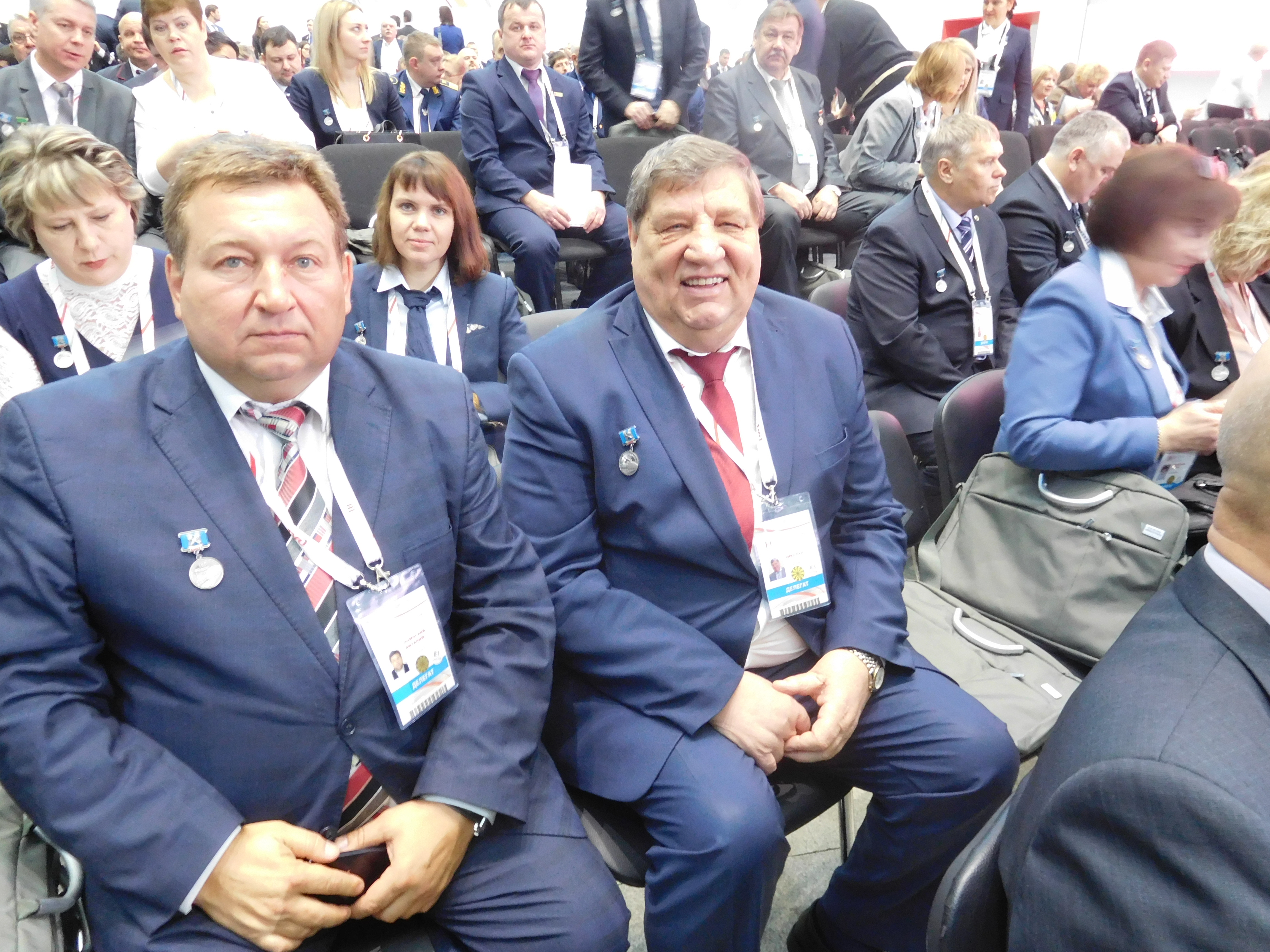
Синицын среди делегатов III Съезда железнодорожников
29 ноября 2017 года (в центре)

Окончил Всесоюзный заочный институт инженеров железнодорожного транспорта по специальности «электрификация». Инженер путей сообщения — электромеханик.
Вся профессиональная жизнь Синицына в Министерстве путей сообщения СССР и РФ, в ОАО «РЖД» связана с хозяйством электроснабжения МЖД.
С 1965 — ученик электромонтёра, электромонтёр участка электроснабжения станции Ожерелье.
После службы в армии в 1969 возвращается на 13-й участок энергоснабжения, где работает электромонтёром, мастером, начальником района электросетей, начальником ремонтно-ревизионного цеха, заместителем начальника участка. С 1984 года — начальник Московско-Курского участка электроснабжения.
С 1986 — заместитель начальника службы электрификации и энергетического хозяйства (затем — службы электроснабжения) управления МЖД, с 1991 — начальник службы электроснабжения.
С 1997 по 2007 — заместитель начальника МЖД по кадрам и социальным вопросам (с небольшим перерывом).
В 2007 — 2010 — директор Проектно-конструкторского бюро по электрификации железных дорог.
10 декабря 2010 года избран председателем Дорпрофжела (Дорожная территориальная организация профсоюза железнодорожников) на МЖД, объединяющего 313 профсоюзных организаций, 151 тысячу членов. По инициативе Синицына на МЖД реализован пилотный на сети РЖД проект по страхованию членов локомотивных бригад от профнепригодности. 4 августа 2020 года на V отчётно-выборной конференции Дорпрофжела на МЖД Синицына во главе профсоюза сменил Дмитрий Шулянский, в прошлом первый заместитель начальника МЖД.

## Награды и почётные звания
- Почётный железнодорожник
- Почётный работник транспорта РФ
- Почётный работник МЖД
- Знак «За безупречный труд на федеральном железнодорожном транспорте. 30 лет»
- Удостоен благодарности президента ОАО «РЖД», награждён именными часами ЦК профсоюза железных дорог и юбилейным нагрудным знаком в честь 170-летия российских железных дорог.[1]

## Семья
Женат первым браком. Жена — Галина Ильинична Синицына (р.1946). Единственная дочь Марина Николаевна Синицына (р.1972)  — заместитель начальника Службы управления персоналом Московской железной дороги.
Внуки:
- Чиркова Любовь Андреевна
- Синицын Николай Дмитриевич